# NGC 6359
NGC 6359 ist eine 12,6 mag helle linsenförmige Galaxie vom Hubble-Typ E-S0 im Sternbild Drache und etwa 141 Millionen Lichtjahre von der Milchstraße entfernt.
Sie wurde am 27. Oktober 1861 von Heinrich d’Arrest entdeckt.